# Gloeospermum boreale
Gloeospermum boreale är en violväxtart som beskrevs av Julius Sterling Morton. Gloeospermum boreale ingår i släktet Gloeospermum och familjen violväxter. Inga underarter finns listade i Catalogue of Life.